# Oximiel
El oximiel (a veces conocido también como oxymel, miel de vinagre, o del latín miel aceti) es una mezcla entre vinagre y miel que se disuelven mediante la aplicación de un baño maría en una solución ácido-dulce. A veces se hierve la mezcla hasta que adquiere una textura de sirope. Se lo considera un expectorante.

## Características
Suele prepararse como un fármaco o como un condimento culinario. Se sabe que posee como fármaco propiedades expectorantes, como refrescante, y para excitar la mucosa pulmonar; se administra en gargarismo en las anginas. La mayoría de los recetarios suelen emplear en la mezcla una proporción de un tercio de vinagre (en volumen) con respecto a la miel. Es decir que un oximiel suele tener 2/3 de miel y 1/3 de vinagre. Las mezclas suelen hacerse en vasijas de barro sin vidriar, y se evita el empleo de vasijas de cobre. 
Se suele distinguir en farmacopea el 'oximiel simple' elaborado con vinagre de vino y miel. El 'oximiel escilítico' (procedente de la planta Urginea maritima o escila) que se emplea para excitar la mucosa bronquial, si bien posee ciertas propiedades diuréticas. El 'oximiel cólchico' es considerado un sucedáneo del escilítico. 